# Vestzaktheater
Het Vestzaktheater is een (vestzak)theater in Enschede. Het is eigendom van ArtEZ en biedt plaats aan 65 bezoekers.  
In het in de Walstraat gelegen pand uit 1943 zat oorspronkelijk een groothandel gevestigd. Na een verbouwing werd het Vestzaktheater in oktober 1982 als zodanig geopend. Vanaf de opening was het theater de thuisbasis van Enschede’s Vrije Toneel (EVT). In 2019 werd het theater eigendom van Concordia, waarna in 2025 vanuit een samenwerking tussen ArtEZ, het Booster Festival en Grensfrequentie de Enschedese kunstacademie eigenaar werd.